# 山口桂
山口 桂（やまぐち かつら、1963年 - ）は、日本の日本美術専門家、オークションスペシャリスト。クリスティーズ・ジャパン代表取締役社長 兼 クリスティーズ・シニア・ヴァイス・プレジデント及び東洋美術部門インターナショナル・ディレクター。京都芸術大学客員教授、国際浮世絵学会理事、アダチ伝統木版画技術保存財団理事、一般社団法人鴻臚舎理事。日本陶磁協会、米国日本美術協会（JASA）、ニューヨーク裏千家、ジャパン・ソサエティー各会員。

## 経歴
1963年に東京都千代田区神田で生まれる。父の山口桂三郎は旅館の末っ子として生まれ、大学で神道美術を研究し、浮世絵研究者として生涯を全うした人物で、母は秋田県生まれの神社の一人娘として生まれた人物で、大学で知り合ったことで結婚に至っていた。この父から跡取りの日本美術史家となるべく幼少のころから茶道や能楽を仕込まれ、日常的に日本美術史のテストを課せられるという環境で育つ。こうした環境への反発から、青春時代は洋楽や洋画、西洋美術やポップアートに夢中になり、特にグスタフ・クリムトに心酔した。
暁星幼稚園、暁星小学校、暁星中学校・高等学校を卒業後、浪人を経て立教大学文学部仏文学科に入学。そこで19世紀後半のジャポニスムに触れ、自身の原点の日本美術に立ち返る。卒業後は広告代理店に就職しソニーなどを担当したが、激務により体調を崩し退職し、同年に大学教員であった浮世絵研究家の父のアメリカや欧州の美術館への調査旅行に雑務役として同行することになった。現地では、山口が子供のころに父の元で留学生として学んでいて、既にクリスティーズ・ニューヨークの日本・韓国美術部門長になっていた顔なじみのイギリス人にサポートされて、メトロポリタン美術館やボストン美術館などに赴いた。そしてそれらの美術館の倉庫で膨大な量の国宝・重要文化財級の高品質の日本の文化財を目の当たりにし、日本美術への思いをより強くすることになった。
1992年、前述のイギリス人の仲介でクリスティーズの研修社員として採用され、ロンドンで1年、ニューヨークで1年の研修を終え、1994年に正社員としてクリスティーズ・ジャパンに赴任した。その後、日本絵画のアシスタント・スペシャリストとなり、クリスティーズ・ジャパンの営業部長、副社長と出世する。2000年からクリスティーズ・ニューヨークの日本・韓国美術部ヴァイス・プレジデント 兼 シニア・スペシャリスト、2007年から同社ニューヨークのシニア・ヴァイス・プレジデント 兼 日本・韓国美術部門長、2011年から同社ニューヨークの日本・韓国美術部門インターナショナル・ディレクター、2016年から同社ニューヨークの東洋美術部門インターナショナル・ディレクター、2018年10月からクリスティーズ・ジャパン代表取締役社長を兼任した。
山口が関わったり統括したオークションやプライベートセール（相対取引）が度々報道されている。2008年のニューヨークオークションに出品された伝運慶の大日如来坐像は、日本古美術のオークション史上最高額の1,430万ドル（14億3千万円）で真如苑に落札されて海外流出を免れ、その後に重要文化財に指定された。2011年に出品された狩野内膳工房作の南蛮屏風は478万6500ドル（3億9千万円）で落札され、日本古美術におけるオークション史上2位、日本絵画としては史上最高額を記録。2017年3月には藤田美術館がリニューアル資金獲得のために所蔵していた中国の青銅器や絵画など31点を出品し、29点が約300億円で落札され、東洋美術における一度のオークションとしては史上最高額を記録した。また、2019年には江戸絵画などからなるプライスコレクションの一部190点を出光美術館に売却するプライベートセールも統括した。藤田美術館やジョー・プライスとの交渉の場面はNHK総合のドキュメンタリー番組「プロフェッショナル 仕事の流儀」でも紹介された。

## 主張
至宝と言われるような美術品に出会うためには、絶えず勉強し専門知識を持つこと、人に好かれてよく遊ぶこと、専門外の最高級の芸術にも触れて絶えずセンスを磨いて知識では補えない場合のカンを養うことが重要であるとしている。そして目利きの能力を養うためには、目利きが未熟な最初から雑多な作品を見てはならず、最初から良い作品ばかりを見て、先に美や真贋の判断基準を定めておくことが重要であると主張している。
また、今の古美術品も作られたときは「現代美術」であったので、慣れ親しんだ古美術品ばかりを見ることで新鮮さへの鋭敏な感覚を失ってはならず、絶えず現代美術などの新鮮な美術も吸収すべきとしている。これに関して、現代の茶道は千利休がその前衛性と革新性で名を遺したことを忘れて、利休を崇めてそれを模倣しただけの通り一遍の茶に堕している場合が多いとして、現代の多くの茶人の前衛性と革新性のなさを批判している。
日本の美術品の売却や国外流出については、日本のメディアで「外国人に粗雑に扱われる可能性がある」との主旨で報道されがちなことを、海外トップコレクターの質の高さと、日本の旧家での保存の杜撰さを取り上げて非難している。そして、最も重要な国宝や重要文化財などの指定品は輸出が不可能であるため、それほど目くじらを立てる必要はないとするが、最新の研究により作品の重要性の高低は変わるのだから、20年ごと程度の指定品の再調査と取り消し措置などが必要であると主張している。また、日本国外では公共の博物館や美術館がコレクションを充実させるために、死蔵品や重複したり重点分野ではない美術品を売却することは当然であり、日本の公立美術館も美術品の売却を忌避すべきではないと主張している。美術品は「文化外交官」であると主張し、例えば、日本と関係が悪化している中国に対して、日本の国宝や重要文化財のうち中国とゆかりの深い作品を「永久貸与」の形で同国の博物館に飾ってもらい、友好に利用してはどうかと提言している。

## 著書
- 美意識の値段（集英社新書、2020年）ISBN 978-4087211085
- 美意識を磨く　オークション・スペシャリストが教えるアートの見方（平凡社新書、2020年）ISBN 978-4582859522
- 若冲のひみつ　奇想の絵師はなぜ海外で人気があるのか（PHP新書、2021年）ISBN 978-4569849157

## 出演
- プロフェッショナル 仕事の流儀 第318回 埋もれる至宝に光を オークションスペシャリスト・山口桂（NHK総合 2017年3月27日）